# Ottrélite
La ottrelite è un minerale.